# Estanislao Esteban Karlic
 (8 août 2025).
Le texte peut changer fréquemment, n’est peut-être pas à jour et peut manquer de recul. N’hésitez pas à participer, en veillant à citer vos sources.
Estanislao Esteban Karlic, né le 7 février 1926 à Oliva en Argentine et mort le 8 août 2025 à Paraná (Argentine), est un cardinal argentin, archevêque de Paraná de 1986 à 2003.

## Biographie

### Enfance et études
Estanislao Esteban Karlic a commencé sa formation au séminaire de Córdoba avant de la poursuivre à l'Université pontificale grégorienne à Rome. Après 8 ans de ministère en Argentine, il revient à  l'Université pontificale grégorienne pour obtenir un doctorat en théologie en 1965.

### Prêtre
Estanislao Esteban Karlic a été ordonné prêtre le 8 décembre 1954 pour l'archidiocèse de Córdoba où il assume diverses missions, dont celle d'enseignant au séminaire diocésain. Après avoir obtenu son doctorat, il continue d'enseigner au séminaire, mais aussi dans d'autres institutions comme la faculté de théologie de Buenos Aires ou l'Université catholique de Córdoba.

### Évêque
Nommé évêque auxiliaire de Cordoba le 6 juin 1977, Estanislao Esteban Karlic est consacré le 15 août de la même année par le cardinal Raúl Primatesta.
Il est nommé archevêque coadjuteur de Paraná le 19 janvier 1983 et devient archevêque titulaire le 1er avril 1986. Il en devient archevêque émérite le 29 avril 2003, ayant démissionné pour raison d'âge.
De 1996 à 2002, il a été président de la Conférence épiscopale argentine.
Au sein de cette structure, il a par ailleurs présidé la Commission foi et culture jusqu'en 1990, la Commission pour la célébration du grand Jubilé 2000 dès 1995 et la Commission de la pastorale universitaire de 1993 à 1996.
Pour le Saint-Siège, il participe en 1987 à la demande du Pape Jean-Paul II, à la rédaction du Catéchisme de l'Église catholique. 
Il a aussi été conseiller de la Commission pontificale pour l'Amérique latine de 1989 à 2000.

### Cardinal
Benoît XVI l'a créé cardinal lors du consistoire du 24 novembre 2007 avec le titre de cardinal-prêtre de la Beata Maria Vergine Addolorata a piazza Buenos Aires.
Ayant déjà 81 ans lors de sa création, Estanislao Esteban Karlic ne peut pas prendre part aux votes des conclaves de 2013 (élection de François) et de 2025 (élection de Léon XIV).
À la mort du cardinal Alexandre do Nascimento le 28 septembre 2024, il devient le membre le plus âgé du collège cardinalice. Il perd ce statut à la création du cardinal Angelo Acerbi le 7 décembre 2024.

### Mort
Âgé de 99 ans, Estanislao Esteban Karlic meurt le 8 août 2025 à Paraná.